# Valvenedizo
Valvenedizo es una localidad española del municipio de Retortillo de Soria, perteneciente a la provincia de Soria, en la comunidad autónoma de Castilla y León. 

## Geografía
Se encuentra al sur de la provincia de Soria, en la ladera norte de la sierra de Pela. Perteneció a la comunidad de villa y tierra de Caracena.
Zona de montaña media de relieve plegado, perteneciente a una formación del periodo Mesozoico, concretamente del Jurásico y Cretácico. Estos periodos geológicos durante su transformación han permitido que ahora la constitución del suelo de esta zona sea rico en calizas, arcillas y areniscas, junto con margas y dolomías. Estos materiales dotaron al medio natural con sus coloridos, como el color rojo característico, no obstante la zona recibe el nombre de la comarca de los pueblos rojos, dado por las rocas arcillosas.
El clima es el propio de la estepa castellana, caracterizado por inviernos largos y fuertes heladas que dan paso a veranos cortos y suaves.
Dispone de rutas de senderismo y lugares de reconocimiento de buitres. Algunas variedades de sotobosque, las setas de cardo y las trufas proporcionan una ganadería de carne lanar exquisita. En ciertas épocas es posible encontrar en las inmediaciones ciertas plantas aromáticas o de infusión, como el té de roca o la manzanilla.

## Historia
En el censo de 1787, ordenado por el conde de Floridablanca, figuraba como lugar del partido de Caracena en la intendencia de Soria, con jurisdicción de señorío y bajo la autoridad del alcalde pedáneo, nombrado por el duque de Uceda. Contaba entonces con 130 habitantes.
A la caída del Antiguo Régimen la localidad se constituyó en municipio constitucional en la región de Castilla la Vieja que en el censo de 1842 contaba con 28 hogares y 110 vecinos. A mediados del siglo XIX, el lugar contaba con 32 casas. La localidad aparece descrita en el decimoquinto volumen del Diccionario geográfico-estadístico-histórico de España y sus posesiones de Ultramar de Pascual Madoz de la siguiente manera:

VAL VENEDIZO: l. con ayunt. en la prov. de Soria (14 leg.), part. jud. del Burgo (6), aud. terr. y c. g. de Burgos (30), dioc. de Sigüenza (8). sit. en terreno peñascoso, próximo á la sierra Pela; goza de clima frio, aunque sano, tiene 32 casas; la consistorial; escuela de instruccion primaria frecuentada por 20 alumnos á cargo de un maestro, dotado con 21 fan. de trigo; una fuente de buenas aguas; una igl. parr. (San Bartolomé) matriz de la de Castro. Confina el térm. con los de Losana, Tarancueña y Castro: el terreno, bañado por un pequeño arroyo de curso interrumpido, es llano, pedregoso y de mediana calidad. caminos: los que dirigen á los pueblas limítrofes. correo: se recibe y despacha en Caracena. prod.: trigo, cebada, centeno, patatas, legumbres, yerbas de pasto, con las que se mantiene ganado lanar, vacuno y mular. pobl.: 28 vec., 110 almas. cap. imp.: 9,071 rs. 20 mrs.
(Madoz, 1849, p. 497)

A mediados del siglo XIX, crece el término del municipio porque incorpora a Castro. El municipio de Valvenedizo desapareció en 1966, al fusionarse con los de Retortillo de Soria, Sauquillo de Paredes, Losana, Madruédano, Modamio y Torrevicente.

## Demografía
| Gráfica de evolución demográfica de Valvenedizo entre 1842 y 1960 |
| |
| Población de derecho según los censos de población del INE Población de hecho según los censos de población del INEEntre el censo de 1857 y el anterior, crece el término del municipio porque incorpora a 425029 (Castro) Entre el censo de 1970 y el anterior, este municipio desaparece porque se integra en el municipio 42155 (Retortillo de Soria) |

En el año 1981 contaba con 31 habitantes, concentrados en el núcleo principal, pasando a 12 en 2013, 7 varones y 5 mujeres.
En el 2021 el pueblo cuenta con 5 habitantes.
| Gráfica de evolución demográfica de Valvenedizo entre 2000 y 2013                                |
|                                                                                                  |
| Población de derecho (2000-2010) según los censos de población del INE a 1 de enero de cada año. |